# Štirideset mučenikov
Štiridesetih mučenikov (tudi Štirideset mučéncev, starogrško Ἃγιοι Τεσσεράκοντα, grško Άγιοι Σαράντα), je skupina štiridesetih kristjanov iz Sebaste, ki so umrli mučeniške smrti pod cesarjem Licinijem. V zahodnem krščanstvu se je do leta 1969 njihov god obhajal 10. marca.

## Korenine praznika
Praznik večina krščanskih cerkva beleži kot spomin na dogodek iz časa vladavine cesarja Licinija (308-324). Ta je od spora s cesarjem Konstantinom I. Velikim v krščanstvu videl sovražnika, za kristjane pa je odločil, da jih je potrebno spreobrniti ali pa odstraniti. Z odlokom je tudi vojakom na svojem območju ukazal, naj se krščanstvu odrečejo ali pa bodo kaznovani s smrtjo. 
Ukazu se je leta 320 junaško uprlo štirideset vojakov elitne legije XII Fulminata. Po legendi naj bi v zaporu napisali še poslednje pismo, oporoko, v kateri so zapisali, da želijo biti pokopani v vasi v Mali Aziji, danes znani pod imenom Kyrklar. Odvzeli so jim oblačila in jih 9. marca, v najhujši zimi, v bližini mesta Sebaste (danes Sivas v Turčiji) odpeljali do tamkajšnjega zmrznjenega ribnika ter jih vrgli vanj.
Kljub vsemu naj bi Licinij vojakom tik pred smrtjo ponudil še zadnjo priložnost in jim ob ribnik namestil kopel s toplo vodo, ki je bila namenjena spreobrnjencem. Premislil si je le eden od vojakov, ki je iz ledeno mrzlega ribnika skočil v kopel, vendar naj bi ga zaradi nenadne spremembe temperature zadela kap in je umrl. Eden od stražarjev naj bi odvrgel svoja oblačila in se pridružil mučenikom v ribniku, tako da je število mučenikov vseeno ostalo 40.
Naslednjega dne je prišel sodnik, ki je ukazal mučenikom polomiti roke in noge ter jih sežgati na grmadi, njihov pepel pa raztresti. Čeprav se vojakom ni izpolnila posmrtna želja, da bi bili skupaj pokopani, so doživeli skupno smrt. 
Čeprav se je mučeništvo dogajalo 9. marca, se dan mučenikov obhaja 10. marca.

## Tradicionalno obdarovanje
Po tradiciji naj bi moški na dan štiridesetih mučenikov v dar prejeli suhe slive, trnje in klobaso, kot znak partneričine pozornosti.